# 吉川潤
吉川 潤（よしかわ じゅん、1975年4月3日 - ）は、日本の実業家、馬主。
奈良県大和高田市に本社を置く、真空機器の販売や修理などを手がける株式会社吉川製作所の代表取締役社長を務める。

## 経歴・人物
1975年、奈良県出身。父の吉川與が創業した吉川製作所に2000年10月に入社し、2010年4月より代表取締役社長を務める。
趣味は乗馬。

## 馬主活動

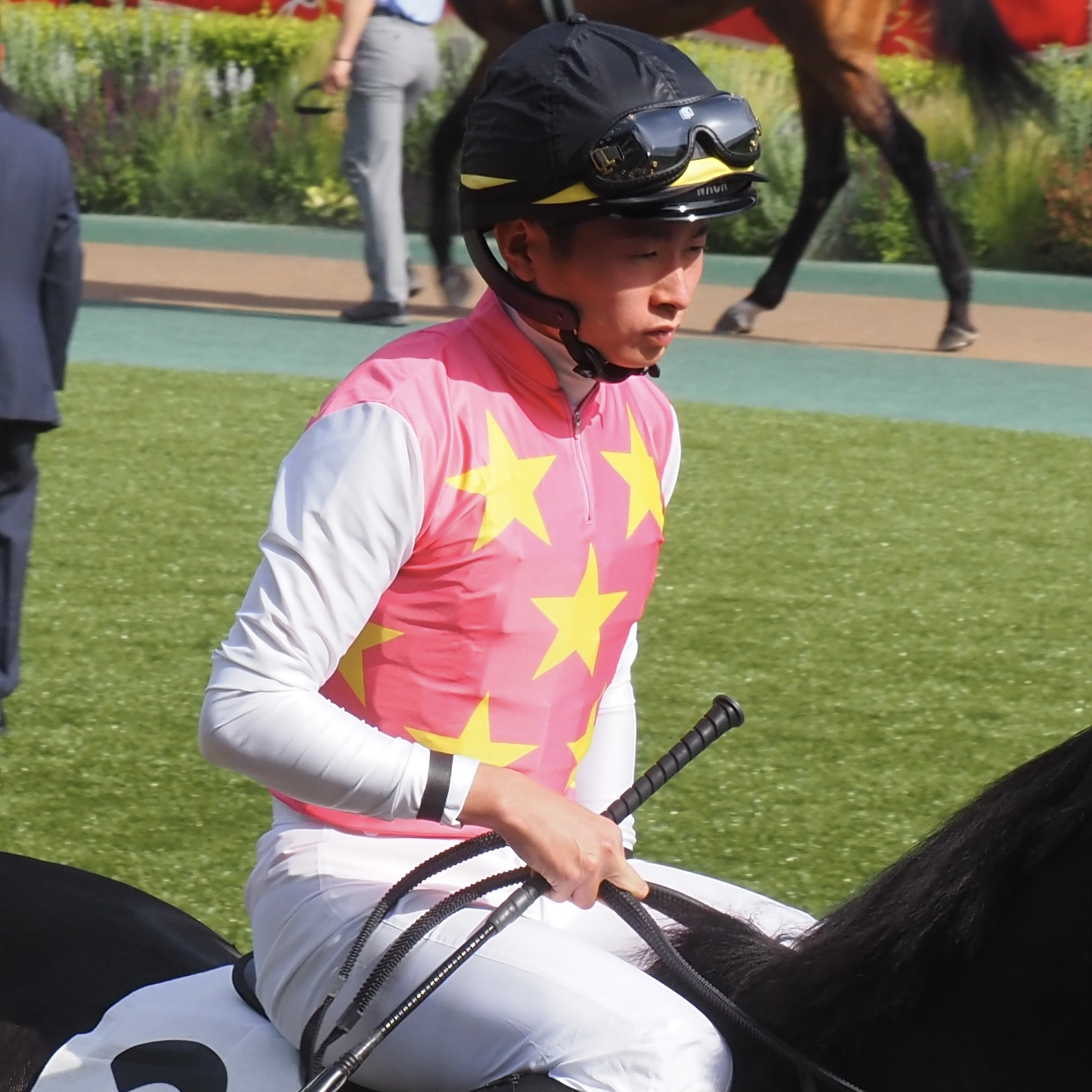
吉川の勝負服を着用した岩田望来

日本中央競馬会（JRA）および地方競馬全国協会（NAR）に登録している馬主としても知られる。勝負服の柄は桃、黄星散、白袖、冠名には自身の名前より「ジューン」を用いる。
馬主になったきっかけは、妻の父が競馬好きであったことから一口馬主を始め、いずれ自分の馬を持ちたいと思ったこと。父の與が退職からわずか1年後に亡くなり、「やりたいことはやれる時に」と考えるようになったことから間もなく個人馬主として1頭持ちを始めたという。

## 主な所有馬

### 重賞競走優勝馬
- ジューンベロシティ（2023年・2024年・2025年東京ジャンプステークス、2023年阪神ジャンプステークス、2024年東京ハイジャンプ）
- ジューンテイク（2024年京都新聞杯）

### その他の所有馬
- ジューンオレンジ（2023年フィリーズレビュー3着）